# Liste des titres musicaux numéro un en Allemagne en 1981
Cette page liste les titres numéro un dans les meilleures ventes de disques en Allemagne pour l'année 1981 selon Media Control Charts.
Les classements sont issus des 100 meilleures ventes de singles et des 100 meilleures ventes d'albums. Ils se déroulent du vendredi au jeudi, et sont publiés le mardi par l'industrie musicale allemande.

## Classement des singles
| №  | Date         | Artiste                             | Titre                           |
| -- | ------------ | ----------------------------------- | ------------------------------- |
| 1  | 2 janvier    | Barbra Streisand                    | Woman in Love                   |
| 2  | 9 janvier    | ABBA                                | Super Trouper                   |
| 3  | 16 janvier   | ABBA                                | Super Trouper                   |
| 4  | 23 janvier   | ABBA                                | Super Trouper                   |
| 5  | 30 janvier   | Frank Duval                         | Angel of Mine                   |
| 6  | 6 février    | Frank Duval                         | Angel of Mine                   |
| 7  | 13 février   | Frank Duval                         | Angel of Mine                   |
| 8  | 20 février   | Frank Duval                         | Angel of Mine                   |
| 9  | 27 février   | Frank Duval                         | Angel of Mine                   |
| 10 | 6 mars       | Visage                              | Fade to Grey                    |
| 11 | 13 mars      | Visage                              | Fade to Grey                    |
| 12 | 20 mars      | Visage                              | Fade to Grey                    |
| 13 | 27 mars      | Visage                              | Fade to Grey                    |
| 14 | 3 avril      | Visage                              | Fade to Grey                    |
| 15 | 10 avril     | Visage                              | Fade to Grey                    |
| 16 | 17 avril     | Joe Dolce Music Theatre (en)        | Shaddap You Face                |
| 17 | 24 avril     | Joe Dolce Music Theatre (en)        | Shaddap You Face                |
| 18 | 1er mai      | Visage                              | Fade to Grey                    |
| 19 | 8 mai        | Joe Dolce Music Theatre             | Shaddap You Face                |
| 20 | 15 mai       | Phil Collins                        | In the Air Tonight              |
| 21 | 22 mai       | Stars on 45 (nl)                    | Stars on 45                     |
| 22 | 29 mai       | Stars on 45 (nl)                    | Stars on 45                     |
| 23 | 5 juin       | Stars on 45 (nl)                    | Stars on 45                     |
| 24 | 12 juin      | Stars on 45 (nl)                    | Stars on 45                     |
| 25 | 19 juin      | Stars on 45 (nl)                    | Stars on 45                     |
| 26 | 26 juin      | Stars on 45 (nl)                    | Stars on 45                     |
| 27 | 3 juillet    | Stars on 45 (nl)                    | Stars on 45                     |
| 28 | 10 juillet   | Kim Carnes                          | Bette Davis Eyes                |
| 29 | 17 juillet   | Kim Carnes                          | Bette Davis Eyes                |
| 30 | 24 juillet   | Kim Carnes                          | Bette Davis Eyes                |
| 31 | 31 juillet   | Kim Carnes                          | Bette Davis Eyes                |
| 32 | 7 août       | Kim Carnes                          | Bette Davis Eyes                |
| 33 | 14 août      | Kim Carnes                          | Bette Davis Eyes                |
| 34 | 21 août      | Kim Carnes                          | Bette Davis Eyes                |
| 35 | 28 août      | Electronica’s                       | Dance Little Bird               |
| 36 | 4 septembre  | Electronica’s                       | Dance Little Bird               |
| 37 | 11 septembre | Electronica’s                       | Dance Little Bird               |
| 38 | 18 septembre | Electronica’s                       | Dance Little Bird               |
| 39 | 25 septembre | Electronica’s                       | Dance Little Bird               |
| 40 | 2 octobre    | Electronica’s                       | Dance Little Bird               |
| 41 | 9 octobre    | Electronica’s                       | Dance Little Bird               |
| 42 | 16 octobre   | Electronica’s                       | Dance Little Bird               |
| 43 | 23 octobre   | Fred Sonnenschein und seine Freunde | Ja, wenn wir alle Englein wären |
| 44 | 30 octobre   | Fred Sonnenschein und seine Freunde | Ja, wenn wir alle Englein wären |
| 45 | 6 novembre   | Fred Sonnenschein und seine Freunde | Ja, wenn wir alle Englein wären |
| 46 | 13 novembre  | Fred Sonnenschein und seine Freunde | Ja, wenn wir alle Englein wären |
| 47 | 20 novembre  | Soft Cell                           | Tainted Love                    |
| 48 | 27 novembre  | Soft Cell                           | Tainted Love                    |
| 49 | 4 décembre   | Gottlieb Wendehals                  | Polonäse Blankenese             |
| 50 | 11 décembre  | Gottlieb Wendehals                  | Polonäse Blankenese             |
| 51 | 18 décembre  | Gottlieb Wendehals                  | Polonäse Blankenese             |
| 52 | 25 décembre  | Gottlieb Wendehals                  | Polonäse Blankenese             |

## Classement des albums
| №  | Date         | Artiste                      | Titre                     |
| -- | ------------ | ---------------------------- | ------------------------- |
| 1  | 2 janvier    | Die Schlümpfe                | Hitparade der Schlümpfe   |
| 2  | 9 janvier    | Die Schlümpfe                | Hitparade der Schlümpfe   |
| 3  | 16 janvier   | Die Schlümpfe                | Hitparade der Schlümpfe   |
| 4  | 23 janvier   | Die Schlümpfe                | Hitparade der Schlümpfe   |
| 5  | 30 janvier   | Die Schlümpfe                | Hitparade der Schlümpfe   |
| 6  | 6 février    | Die Schlümpfe                | Hitparade der Schlümpfe   |
| 7  | 13 février   | Die Schlümpfe                | Hitparade der Schlümpfe   |
| 8  | 20 février   | Die Schlümpfe                | Hitparade der Schlümpfe   |
| 9  | 27 février   | Die Schlümpfe                | Hitparade der Schlümpfe   |
| 10 | 6 mars       | Creedence Clearwater Revival | Hey Tonight               |
| 11 | 13 mars      | Die Schlümpfe                | Hitparade der Schlümpfe   |
| 12 | 20 mars      | Die Schlümpfe                | Hitparade der Schlümpfe   |
| 13 | 27 mars      | Visage                       | Visage                    |
| 14 | 3 avril      | Ernst Mosch                  | Die größten Erfolge       |
| 15 | 10 avril     | Ernst Mosch                  | Die größten Erfolge       |
| 16 | 17 avril     | Ernst Mosch                  | Die größten Erfolge       |
| 17 | 24 avril     | Ernst Mosch                  | Die größten Erfolge       |
| 18 | 1er mai      | Ernst Mosch                  | Die größten Erfolge       |
| 19 | 8 mai        | Orchester Anthony Ventura    | Die schönsten Melodien 2  |
| 20 | 15 mai       | Orchester Anthony Ventura    | Die schönsten Melodien 2  |
| 21 | 22 mai       | Orchester Anthony Ventura    | Die schönsten Melodien 2  |
| 22 | 29 mai       | Orchester Anthony Ventura    | Die schönsten Melodien 2  |
| 23 | 5 juin       | ABBA                         | A wie ABBA                |
| 24 | 12 juin      | ABBA                         | A wie ABBA                |
| 25 | 19 juin      | ABBA                         | A wie ABBA                |
| 26 | 26 juin      | ABBA                         | A wie ABBA                |
| 27 | 3 juillet    | ABBA                         | A wie ABBA                |
| 28 | 10 juillet   | Stars on 45 (nl)             | Long Play Album           |
| 29 | 17 juillet   | Stars on 45 (nl)             | Long Play Album           |
| 30 | 24 juillet   | Stars on 45 (nl)             | Long Play Album           |
| 31 | 31 juillet   | Stars on 45 (nl)             | Long Play Album           |
| 32 | 7 août       | Kim Wilde                    | Kim Wilde                 |
| 33 | 14 août      | Kim Wilde                    | Kim Wilde                 |
| 34 | 21 août      | Kim Wilde                    | Kim Wilde                 |
| 35 | 28 août      | Kim Wilde                    | Kim Wilde                 |
| 36 | 4 septembre  | Kim Wilde                    | Kim Wilde                 |
| 37 | 11 septembre | Electric Light Orchestra     | Time                      |
| 38 | 18 septembre | Electric Light Orchestra     | Time                      |
| 39 | 25 septembre | Electric Light Orchestra     | Time                      |
| 40 | 2 octobre    | Electric Light Orchestra     | Time                      |
| 41 | 9 octobre    | Electric Light Orchestra     | Time                      |
| 42 | 16 octobre   | Electronica’s                | Quietschfidelio           |
| 43 | 23 octobre   | Electronica’s                | Quietschfidelio           |
| 44 | 30 octobre   | Electronica’s                | Quietschfidelio           |
| 45 | 6 novembre   | Roland Kaiser                | Dich zu lieben            |
| 46 | 13 novembre  | Electronica’s                | Quietschfidelio           |
| 47 | 20 novembre  | Electronica’s                | Quietschfidelio           |
| 48 | 27 novembre  | Queen                        | Greatest Hits             |
| 49 | 4 décembre   | Queen                        | Greatest Hits             |
| 50 | 11 décembre  | Die Schlümpfe                | Hitparade der Schlümpfe 2 |
| 51 | 18 décembre  | Die Schlümpfe                | Hitparade der Schlümpfe 2 |
| 52 | 25 décembre  | ABBA                         | The Visitors              |

## Hit-Parade des singles
1. Electronica’s – Dance Little Bird
2. Stars on 45 – Stars on 45
3. Visage – Fade to Grey
4. Kim Carnes – Bette Davis Eyes
5. Frank Duval – Angel of Mine
6. Phil Collins – In the Air Tonight
7. Ottawan – Hands Up
8. Joe Dolce (en) – Shaddap You Face
9. Kim Wilde – Kids in America
10. Bernie Paul (de) – Oh No No
11. Barclay James Harvest – Life Is for Living
12. Fred Sonnenschein und seine Freunde – Ja wenn wir alle Englein wären
13. Jona Lewie – Stop the Cavalry
14. Abba – Super Trouper
15. Roland Kaiser – Lieb mich ein letztes Mal
16. Electric Light Orchestra (ELO) – Hold On Tight
17. Kim Wilde – Chequered Love
18. Max Werner – Rain in May
19. Queen – Flash
20. Robert Palmer – Looking for Clues
21. Shakin' Stevens – You Drive Me Crazy
22. Aneka – Japanese Boy
23. Nicole – Flieg nicht so hoch mein kleiner Freund
24. John Lennon – Woman
25. Boomtown Rats – Banana Republic